# Cleodon Silva
Cleodon Silva, conhecido como Silva (Garanhuns, 8 de
outubro de 1949 — São Paulo, 7 de junho de 2011), foi um escritor, operário,
militante
das causas sociais e grande
vetor da cultura livre. Participou do movimento operário de
São Paulo, na
liderança da oposição metalúrgica, e da resistência ao
regime militar. Nessa linha, atuou
durante 20 anos no movimento sindical, coordenando a Oposição Sindical
Metalúrgica de São Paulo/Capital, além de ter sido dirigente da
CUT Metropolitana
e da CUT Estadual de São Paulo.
Apesar de sua forte atuação dentro de um sindicato, também lutava contra a própria estrutura
sindical, em prol da destruição da mesma. Para isso, atuava dentro e fora do
Diversos coletivos de cultura e tecnologia tiveram grande influencia de Cleodon
Silva. Dentre outras atividades, fundou e presidiu o Instituto Lidas para
fornecer informação e ferramentas aos cidadãos para auxiá-los em sua
participação na vida cívica. Também atuou em parceria
direta com a associação Casa dos Meninos, ponto de cultura que prioriza ações relacionadas às crianças e adolescentes, tendo sido um de seus principais dirigentes.
Um coletivo de desenvolvimento de software livre, o  Lab Macambira,
foi fundado em sua memória — Pedro Macambira era o nome usado por
Silva em seus panfletos e cordéis à classe trabalhadora.

## Biografia
Cleodon Silva nasceu em 1949, no dia 8 de agosto, dia do guerrilheiro, na cidade de Garanhuns em Pernambuco, também
a terra natal do ex-presidente do Brasil, Luiz Inácio Lula da Silva. 
Foi
desde o início fortemente influenciado por seu pai, que o ensinou a importância de ser
um indivíduo autônomo. Apesar de ter vindo de uma
família humílde, Silva seguiu para estudar em uma escola particular, por ter
conquistado uma bolsa de estudos. No entanto, sofreu muita discriminação por
conta do contraste entre classes sociais.
Silva iniciou sua militância política muito jovem.
Enquanto estava criando o primeiro conselho estudantil de sua escola
secundária, o golpe militar de 1964 ocorreu no Brasil. Apesar da violência
disseminada pelo estado, ele criou um boletim de notícias para expor os abusos
governamentais mas, por medo, seus pais rapidamente o impediram.

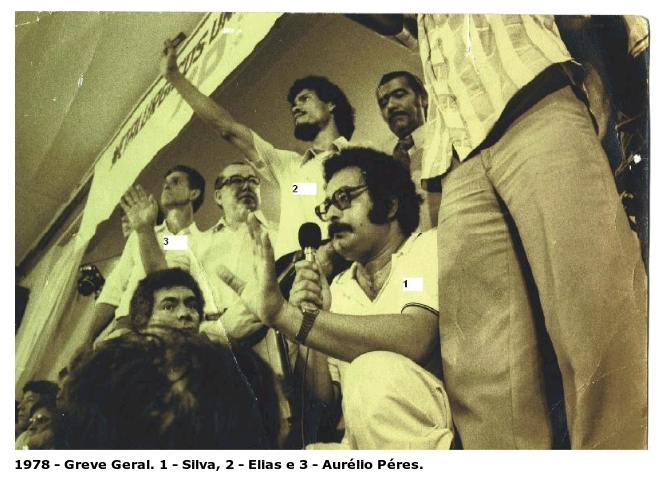
Silva Na Greve de 1978

Cleodon foi a São Paulo em 1971, fugindo da
perseguição política da ditadura militar, quando entrou na luta
sindical através da Oposição Sindical Metalúrgica de São Paulo, contribuindo
com a OSM-SP (Oposição Sindical Metalúrgica) ao empregar  princípios políticos adquiridos na sua militância na
POLOP (Politíca  Operária). Defensor persistente da autonomia sindical e da
construção da  luta dos trabalhadores no local de trabalho, Silva teve
participação importante nas greves de 1978 e 1979.  Tornou-se um dos diversos
líderes das grandes greves de São Paulo no final dos anos 1970 e início dos anos
1980, na mesma época em que o ex-presidente da república, Luiz Inácio Lula da Silva, encabeçava batalhas similares no nordeste brasileiro.
Ele achava necessário um grande processo de educação política para se
desenvolver um entendimento sobre causas da luta operária pelos próprios
trabalhadores, os quais eram em boa parte de origem nordestina e campesina. Para esse fim, também divulgou com êxito suas ideias com os 12
cordéis de Pedro Macambira,
destinados à classe operaria e distribuídos pela capital inteira, em 12 ocasiões
de luta operária. Também trabalhou na monark por volta de 1982.
A partir do final da década de 80, dedicou-se ao Instituto Lidas 
e à associação Casa dos Meninos.
Cleodon criou o
Instituto Lidas em 1988 com o objetivo de mapear os conhecimentos existentes nas cidades
ao coletar e agregar informações e indicadores científicos e oficiais e
contrastá-los com os saberes produzidos pelas comunidades locais. O Lidas
desenvolve uma concepção inédita que divide os territórios urbanos em áreas de
vivência, subunidades mais próximas dos cidadãos de acordo com seus critérios de
pertencimento e de uso dos espaços, as UPPs: Unidades de Planejamento
Participativo. Em 1992, Silva iniciou a criação do primeiro 
sistema de geoprocessamento com o objetivo de
organização espacial dos trabalhadores, especialmente os jovens, cruzando os
dados oficiais de cidades com os conhecimentos locais produzidos pelas
comunidades.
Tal sistema seria, mais tarde,  baseado tecnologias de dados abertos e
software livre, em parceria com Renato
Fabbri do futuro Lab Macambira
e outros coletivos.
Ao final de sua vida, foi eleito em 2010 como Ashoka Fellow, recebendo
suporte e financiamento dessa entidade para suas atividades. Cleodon Silva faleceu aos 61
anos, deixando 3 filhos (dentre eles, Inaê, do Instituto Lidas) e sua esposa
Rosângela Batistoni, ex-diretora da Faculdade de Serviço Social da PUC-SP.

## Software livre e geoprocessamento
Após se afastar do movimento sindical, Silva encontrou na internet e nas novas
tecnologias uma maneira de catalisar e democratizar lutas antigas. Viu a nova
geração como aquela da internet, do domínio das informações do território, da
conferência (ou debate) permanente dos direitos do cidadão. Também via o software livre como um
instrumento da luta de libertação através do acesso e efetivação da tecnologia por
qualquer indivíduo.
Silva iniciou o desenvolvimento de uma experiência inédita, na qual utiliza
técnicas de geoprocessamento e novas ferramentas da informática para viabilizar
o fortalecimento da sociedade civil e uma melhor apropriação da cidade por parte
dos cidadãos. O grande diferencial deste seu trabalho, além da utilização de
ferramentas modernas de computação, é sua proposta de uma nova divisão
territorial da cidade de São Paulo. Segundo Cleodon, a atual divisão 
de São Paulo em distritos não viabiliza uma apropriação do espaço pela
população local, servindo de referência apenas para técnicos e estudiosos. 
Assim
sendo, Cleodon foi um dos responsáveis pela divisão de todos os distritos de
São Paulo nas chamadas unidades
planejamento participativo (UPPs).
A área coberta por uma UPP é determinada de acordo
com a forma com que a maioria dos cidadãos em uma dada parte da cidade interage
com seu ambiente.
Com base nessas unidades urbanas, o Cleodon e o instituto Lidas desenvolveram uma plataforma
online e uma metodoligia associada, a Base Comum de Conhecimento Cidadão (BCCC). Usando técnicas de
georeferenciamento e software livre, esse espaço on-line agrega vários dados
sobre cada UPP, ao mesmo tempo tornando isso visualmente fácil de compreender e
absorver. Qualquer um pode adicionar, editar, e compartilhar informação que
possa ser relevante para suas comunidades ou para a cidade como um todo.

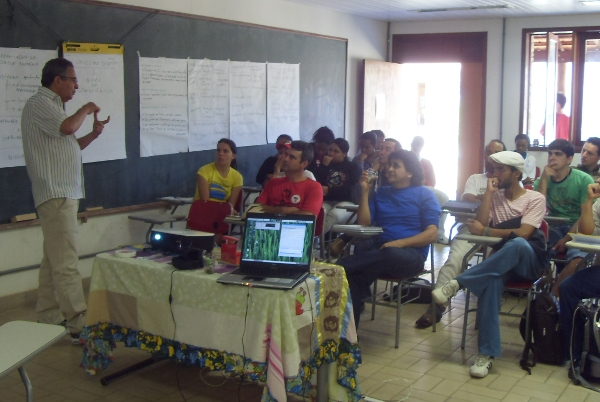
Silva durante Palestra a Jovens

Silva trabalhou no treinamento de jovens entre 16 e 29 anos na ferramenta BCCC.
Como resultado, ajudou a criar a COOPLURB — a coperativa de logística urbana — com esses jovens, que começaram a usar as UPPs e a BCCC para gerar modelo de
negócios de baixo custo para  pequenas e médias empresas que procuram se
estabelecer em vizinhanças mais pobres. Desde então, o escopo do trabalho foi
ampliado de forma a afetar a vida pública em diversos aspectos, como os direitos
das crianças e dos adolescentes e para facilitar o trabalho
de coletivos não-governamentais.
É através da BCCC que a informação pode ser acessada por todos os cidadãos. Tudo
o que qualquer poessoa precisa fazer é entrar um endereço específico e um código
postal para descobrir a qual das 270 UPPs ela pertence e para ter acesso a uma
quantidade crescente de informação relevante. Cleodon, assim, pretendia tornar
dados sutis e dissimulados em conhecimento concreto e colaborativo. Além disso,
o BCCC procurou tornar mais difícil a manipulação desses dados públicos por
entidades governamentais, ao mesmo tempo em que democratiza o acesso à
informação. Cleodon ofereceu muitos workshops e experiência de campo para ajudar
indivíduos a aplicar o BCCC.
Em sua parceria com a associação Casa dos Meninos, Cleodon, junto ao Lidas,
trabalhou em 2001 com 30 jovens morando em M'Boi Mirim — uma das partes mais
desprivilegiadas de São Paulo — para criar um mapa digital da área em que
viviam. Iniciando com dados oficiais, eles desenvolveram indicadores locais
relacionando coisas como o número de crianças entre 0 e 6 anos, o número de
chefes-de-família desempregados, ou o estado de pequenos negócios nas 270 UPPs.
Também mapearam a localização de escolas, creches, centros comunitários,
hospitais, centros de saúde, coletivos culturais, dentre outros. Não apenas isso foi de utilidade para legitimar demandas de
cidadãos, mas também de ajuda ao poder público por eriquecer dados existentes e
fornecer novos dados e visualizações úteis para o planejamento de políticas
públicas, inclusive associadas a pontos de cultura.

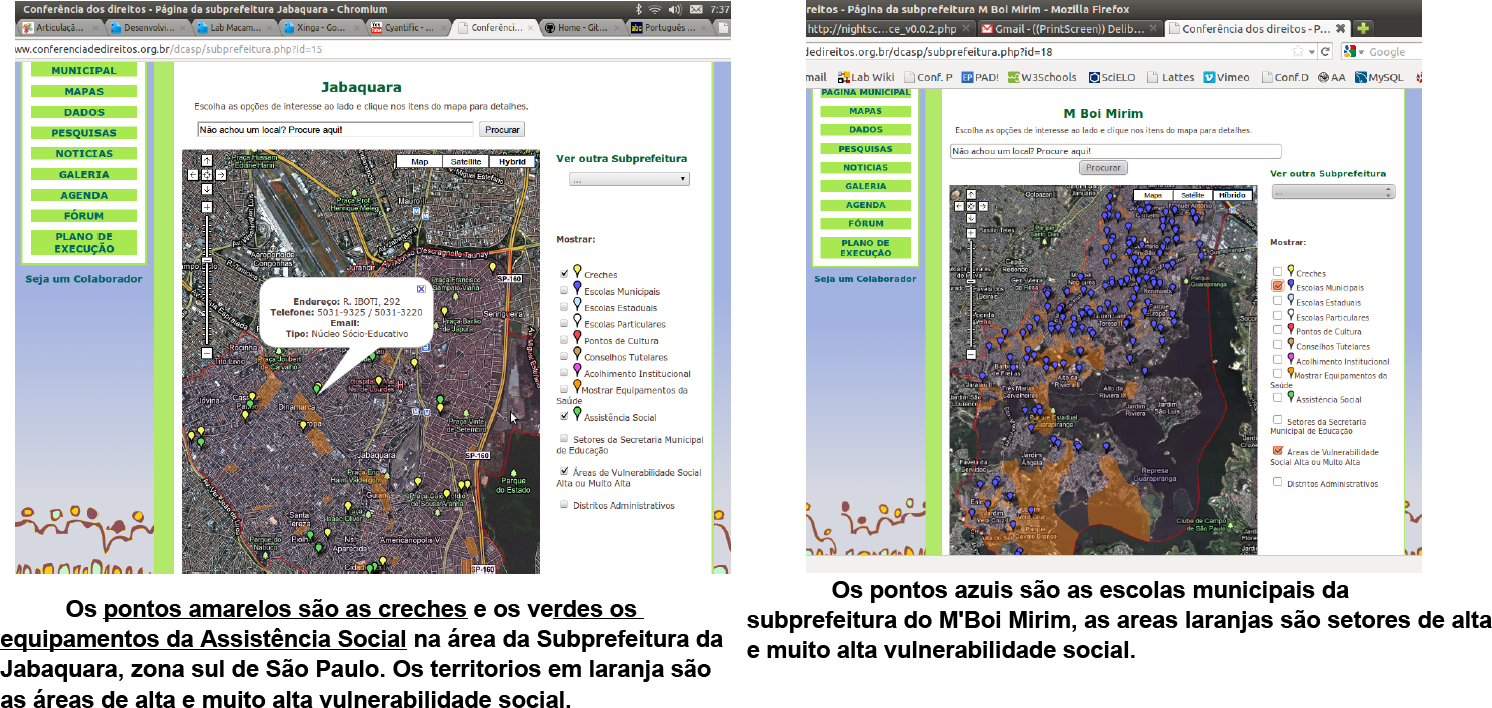
Plataforma Conferência Permanente dos Direitos da Criança e do Adolescente

Um dos últimos projetos de Cleodon na linha da metodologia BCCC foi a Plataforma
para
conferências permanentes dos Direitos da Criança e do Adolescente de São Paulo, cuja teconologia web foi
desenvolvida por Renato Fabbri. Uma nova versão continua
sendo desenvolvida no Lab Macambira, um coletivo de desenvolvimento de software
livre criado em homenagem a Cleodon
Silva, com base em seu pseudônimo Pedro Macambira, junto ao Pontão Nós Digitais
e a Teia Casa de Criação.

Neste espaço online
podem-se discutir os direitos, avaliar as políticas públicas e mobilizar
a sociedade para melhorias. Esse trabalho foi realizado
através de demanda levantada pela própria sociedade civil para
possibilitar um diagnóstico efetivo das problemáticas que afetam a
população infantojuvenil. O CMDCA (Conselho Municipal dos Direitos da Criança e
do Adolescente) de São Paulo deliberou que o
cadastro nesta plataforma será obrigatório para a participação das
conferências municipais.

## Ligações Externas
- Instituto Lidas
- Lab Macambira — coletivo de programação de software livre fundado em homenagem ao Cleodon Silva